# Affinetrina
Affinetrina es un género de foraminífero bentónico de la subfamilia Miliolinellinae, de la familia Hauerinidae, de la superfamilia Milioloidea, del suborden Miliolina y del orden Miliolida. Su especie tipo es Triloculina planciana. Su rango cronoestratigráfico abarca desde el Mioceno hasta la Actualidad.

## Clasificación
Affinetrina incluye a las siguientes especies:
- Affinetrina alcidi
- Affinetrina bassensis
- Affinetrina bermudezi
- Affinetrina bogatschovi
- Affinetrina carinata
- Affinetrina chrysostoma
- Affinetrina chutzievae
- Affinetrina compressa
- Affinetrina confirmata
- Affinetrina cubanica
- Affinetrina deplanata
- Affinetrina eburnea
- Affinetrina ferox
- Affinetrina frederica
- Affinetrina gualtieriana
- Affinetrina irregularis
- Affinetrina planciana
- Affinetrina pseudocuneata
- Affinetrina seminulum
  - Affinetrina seminulum meotica
- Affinetrina striolata
- Affinetrina subgranulata
- Affinetrina ucrainica
- Affinetrina voloshinovae
  - Affinetrina voloshinovae timenda